# 范慶 (嘉靖進士)
范慶（1507年—？），字元會，江西南昌府豐城縣人，軍籍，明朝政治人物。曾歷蘇州府知府。

## 生平
嘉靖十三年（1534年）甲午科江西鄉試第六十七名舉人。嘉靖十四年（1535年）中式乙未科會試第一百九十九名，登第二甲第三十二名進士。初授刑部主事，歷员外郎、郎中，出为苏州府知府，官至云南按察司副使，嘉靖二十九年（1550年）正月考察以不职閑住。

## 家族
曾祖范敬之（范俨），號心古居士；祖父范至信（范約），號思斋，娶敖氏，生三子：楚芳、楚藎、楚𦬕；父范楚藎（1478年-1540年），字惟忠，自號静安斋，封奉直大夫刑部员外郎；母陳氏。具庆下。弟范庚。從兄元、述、康；從弟廪、庶、廊、庠。